# Kvitneve, Liubar
Kvitneve (în ucraineană Квітневе) este un sat în comuna Hizivșciîna din raionul Liubar, regiunea Jîtomîr, Ucraina.

## Demografie
Componența lingvistică a localității Kvitneve
     Ucraineană (100%)
Conform recensământului din 2001, toată populația localității Kvitneve era vorbitoare de ucraineană (100%).